# Wladislaw Ardsinba

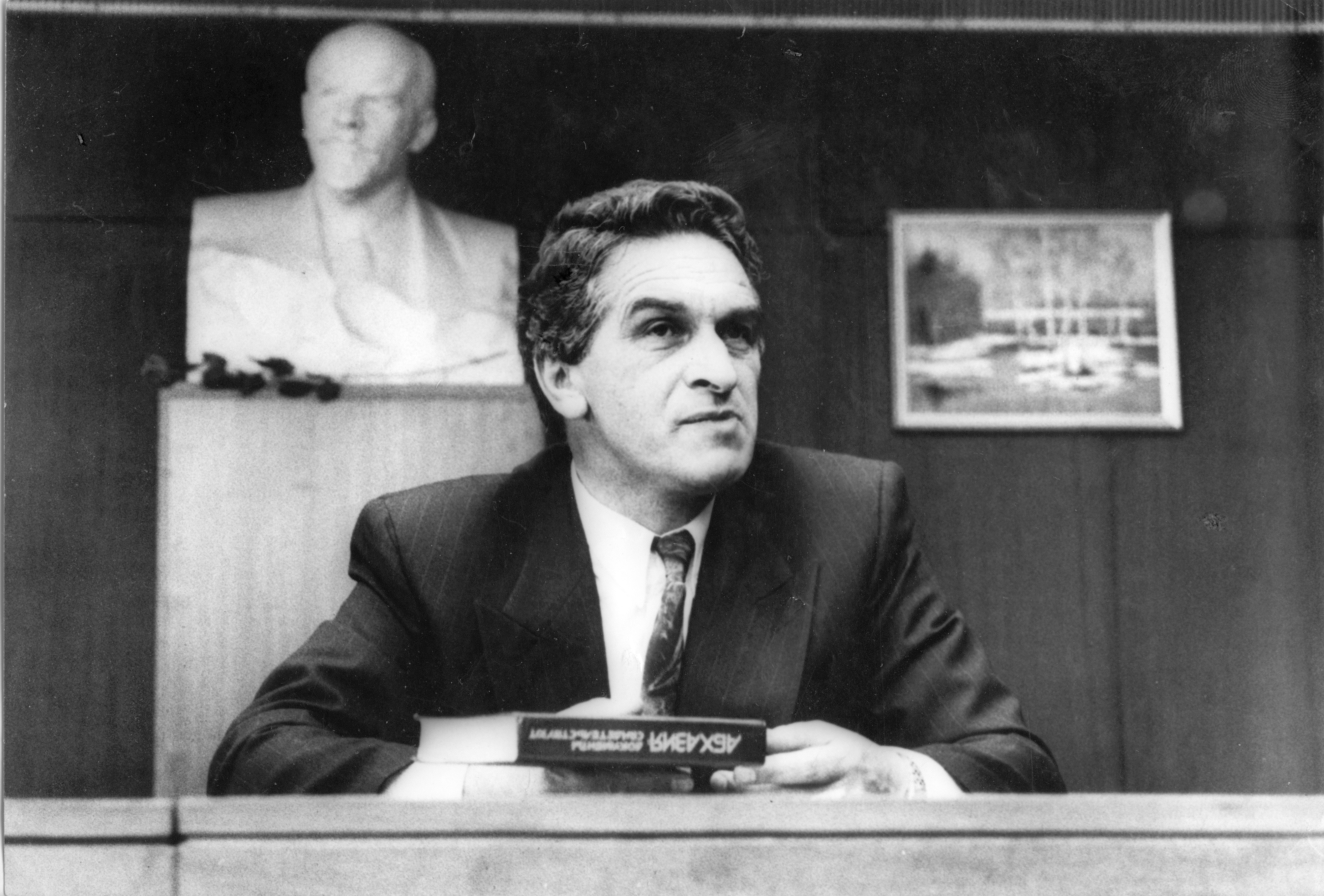
Wladislaw Ardsinba

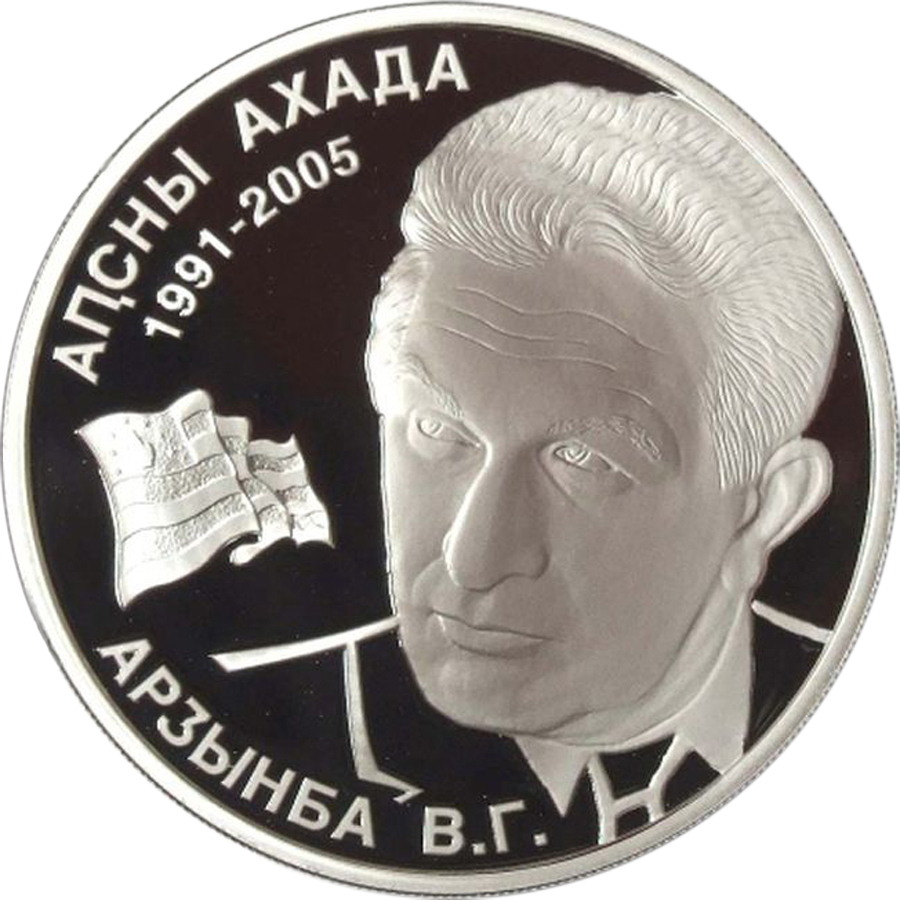
Ardsinba auf einer abchasischen Apsar-Münze

Wladislaw Ardsinba (abchasisch Владислав Григори-иҧа Арӡынба/Wladislaw Grigori-ipa Ardsynba; russisch Владислав Григорьевич Ардзинба; * 14. Mai 1945 in Eschera bei Suchumi, Abchasische ASSR, Georgische SSR, Sowjetunion; † 4. März 2010 in Moskau) war ein abchasischer Politiker. Er war Historiker und von November 1994 bis zum 12. Februar 2005 Präsident der teilweise anerkannten Republik Abchasien.

## Leben
1966 schloss er sein Studium am Staatlichen Pädagogischen Institut Suchumi (heute Abchasische Staatliche Universität) ab. Danach studierte er am Institut für Orientalische Studien der sowjetischen Akademie der Wissenschaften in Moskau und promovierte in Geschichte. 1969 bis 1987 Mitarbeiter des Instituts für Geschichte, Kultur und Religionen der antiken Völker Vorderasiens. 1987 kehrte Ardsinba nach Sochumi zurück und wurde Direktor des Abchasischen Instituts für Sprache, Literatur und Geschichte.
1988 wurde Ardsinba zum Mitglied des Obersten Sowjets Abchasiens gewählt. 1989 wurde er Mitglied des Obersten Sowjets der Sowjetunion, wurde dort zum Präsidiumsmitglied und Vorsitzenden des Unterausschusses für den Status autonomer Einheiten gewählt. 1990 wurde er Vorsitzender des Obersten Sowjets Abchasiens, 1992 Vorsitzender des abchasischen Parlaments. Nach dem Krieg in Abchasien 1992–1993 wählte ihn das abchasische Parlament 1994 zum ersten Präsidenten der Republik. Am 3. Oktober 1999 wurde er ohne Gegenkandidaten mit 99 % der Stimmen in seinem Amt bestätigt.
Ardsinba betrachtete Abchasien als eigenständige Nation, die von Georgien unabhängig ist. Zwar traf er sich 1997 mit dem georgischen Präsidenten Eduard Schewardnadse in Tiflis zu Kooperationsgesprächen, zugleich hat er wiederholt Anträge an Russland gestellt, Abchasien als assoziiertes Mitglied der Russischen Föderation aufzunehmen. In kritischen politischen Situationen flog Ardsinba regelmäßig nach Russland, um sich beim russischen Präsidenten Rückendeckung für seine Politik zu beschaffen.
Ardsinba war mit Swetlana Dschergenia verheiratet und hatte eine Tochter. Seine Familie ist eng mit der staatlichen Holzfabrik AbchasLes verwoben. Sie ist eine der größten in Abchasien und treibt Handel mit der Türkei.
Seit 2002 war Ardsinba nicht mehr in der Öffentlichkeit aufgetreten. Er litt an einer chronischen Krankheit und ließ sich regelmäßig in Russland behandeln. Die Regierungsgeschäfte übernahm im Wesentlichen der damalige Premierminister Raul Chadschimba, der 2004 sein Nachfolger wurde. Am 12. Februar 2005 wurde er durch Sergei Bagapsch abgelöst.
Als sich Ardsinbas Gesundheitszustand Anfang März 2010 stark verschlechterte, wurde er mit einer Sondermaschine von Sochumi nach Moskau ausgeflogen, wo er am 4. März 2010 im Zentralkrankenhaus verstarb.